# Арана, Гильерме
Гилье́рме Анто́нио Ара́на Ло́пес (порт.-браз. Guilherme Antonio Arana Lopes; род. 14 апреля 1997[…], Сан-Паулу) — бразильский футболист, левый крайний защитник клуба «Атлетико Минейро» и сборной Бразилии. Чемпион Олимпийских игр 2020 года в Токио.

## Клубная карьера
Арана — воспитанник клуба «Коринтианс». В 2014 году он был включён в заявку основной команды на сезон, но на поле так и не вышел. В 2015 году для получения игровой практики Гильерме на правах аренды перешёл в «Атлетико Паранаэнсе». 24 мая в матче против «Атлетико Минейро» он дебютировал в бразильской Серии A. Летом Арана вернулся в расположение «Коринтинаса». 13 августа в матче против «Спорт Ресифи» он дебютировал за основной состав, заменив во втором тайме Уэндела. 6 сентября в поединке против «Палмейрас» Гильерме забил свой первый гол за «Коринтианс». В своём дебютном сезоне он стал чемпионом Бразилии. 21 апреля 2016 года в матче против чилийского «Кобресаль» Арана дебютировал в Кубке Либертадорес. В этом же поединке он забил гол. В конце года заинтересованность в игроке проявили немецкий «Шальке 04» и английский «Тоттенхэм Хотспур».
В декабре 2017 года испанская «Севилья» объявила о том, что приобрела Арану, подписав с ним контракт до 2022 года.

## Международная карьера
В 2017 года Арана в составе молодёжной сборной Бразилии принял участие в молодёжном чемпионате Южной Америки в Эквадоре. На турнире он сыграл в матчах против команд Парагвая, Колумбии, Аргентины, Уругвая и дважды Эквадора. В поединках против уругвайцев и эквадорцев Гильерме забил по голу.

## Достижения
«Коринтианс»
- Чемпионат Бразилии по футболу (2) — 2015, 2017

Сборная Бразилии
- Победитель Олимпийских игр: 2020